# Letiště Bechyně
Letiště Bechyně bylo dobudováno v roce 1954. Od roku 1955 zde působily různé letecké útvary Československé lidové armády. Létaly zde kupříkladu stíhací letouny MiG-15, MiG-19 a nadzvukové MiG-21, které prováděly, mimo jiné, zejména vzdušnou ostrahu československého vzdušného prostoru. Sídlilo zde velitelství 1. stíhací letecké divize ČSLA. V roce 1991 byl zdejší 9. stíhací letecký pluk přejmenován na 9. stíhací bombardovací letecký pluk.
Do historie letiště se zapsalo období let 1970–73, kdy zde probíhala na onu dobu značná investiční činnost za účasti stavebního praporu.

## Současnost
Působení leteckých útvarů bylo ukončeno k 31. května 1993, letiště však stále slouží potřebám Armády České republiky.
V letech 1993 až 1995 zde probíhala údržba areálu, v roce 1995 zde také dočasně sídlilo jádro 44. průzkumného praporu. V letech 1998 až 2003 letiště stalo sídlem pro 4. ženijní prapor a 4. průzkumný prapor Brigády rychlého nasazení.
V současné době sem bylo umístěno Velitelství 15. ženijního pluku s jemu podřízeným 151. a 152. ženijním praporem, dále zde také sídlí Pohotovostní oddělení Velitelství Vojenské policie Tábor. Celkem zde nyní stále slouží asi 800 vojáků z řad Armády České republiky.
Od 1. ledna 2017 do 31. prosince 2020 ze základny na letišti v Bechyni létala Letecká záchranná služba pro území Jihočeského kraje, kterou zajišťovala Armáda ČR vrtulníky W-3A Sokol. Volací znak LZS Jihočeského kraje je Kryštof 13.

## Civilní využití
Letištní plocha je občas využívána i pro civilní účely, konají se zde různé motoristické a společenské akce.